# 孫抑
孙抑，字希武，晋宁洪洞县（今山西洪洞县）人，元朝政治人物。
孙抑登进士第，历任至刑部郎中。关保之变，他带着父母妻儿到平阳柏村躲避乱兵。有乱兵到柏村掠夺，拔出白刃恐吓孙抑之母，索要钱财没有得到，举刃欲砍。孙抑马上用身子挡着母亲，请代母受刀，母亲于是被释放。孙抑父亲被虏去，不知去了哪里。有人对他说：“你父亲被驱至东面，但是东军抓住所掠之民都杀掉，你要慎重，不要送死。”孙抑说：“我怎么能怕死而抛弃父亲？”于是前去，出入死地，差点丧命，最后找到父亲回家。